# 다락방

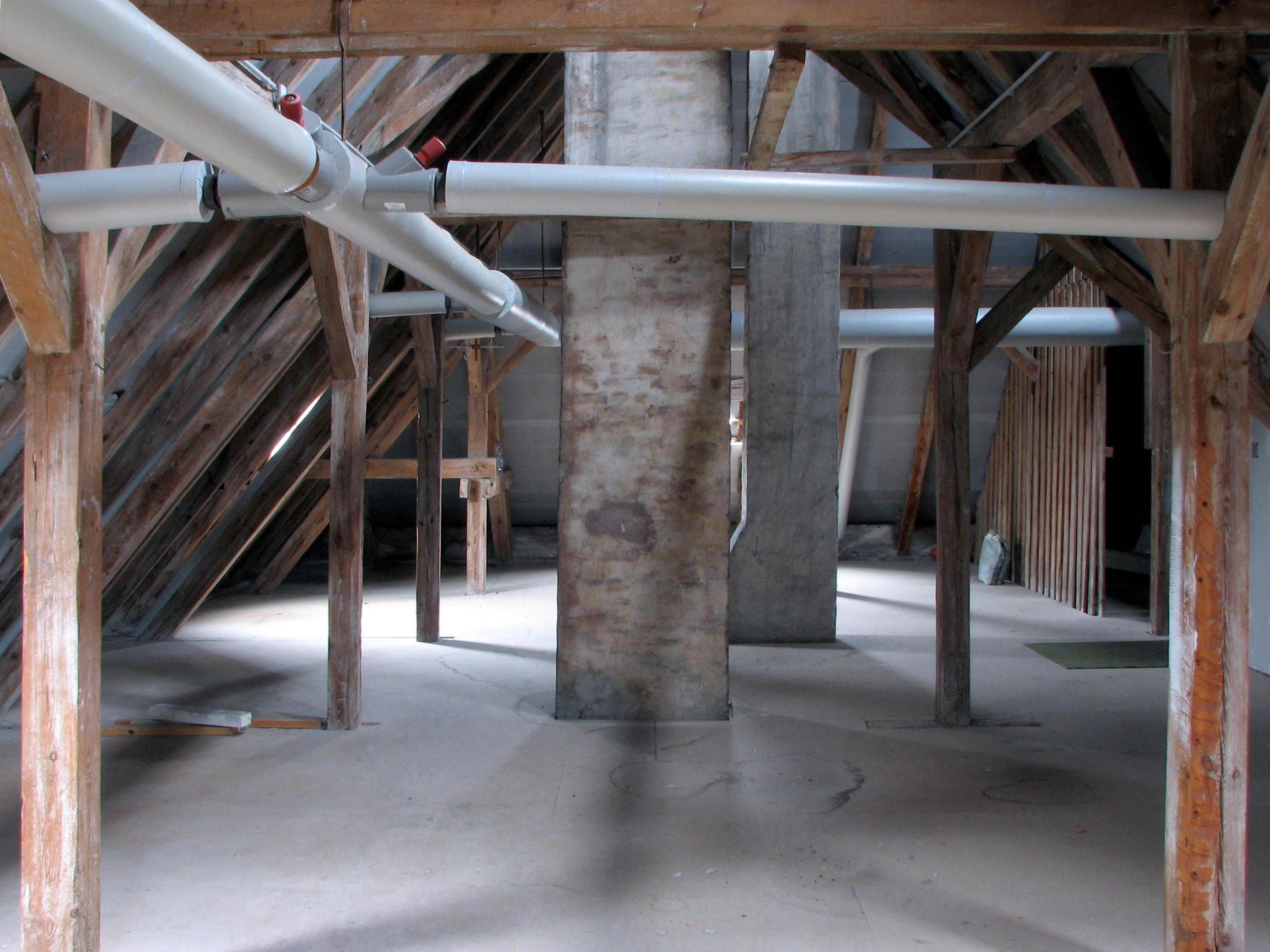
다락방

다락방(-房)은 천장과 지붕 사이의 공간이다. 주로 옛날 물건들이나 잡동사니들을 보관하는 용도로 쓰인다.
다락방은 집이나 다른 건물의 경사진 지붕 바로 아래에 있는 공간이다. 다락방은 건물의 최상층 천장과 경사진 지붕 사이의 공간을 메우기 때문에 모서리 부분이 닿기 어렵고 서까래가 노출되는 경우가 많아 어색한 형태의 공간으로 알려져 있다.
일부 다락방은 창문과 계단이 완비된 침실, 홈 오피스 또는 다락방 아파트로 개조되지만 대부분은 여전히 접근하기 어렵다(일반적으로 로프트 해치와 사다리를 사용하여 들어간다). 다락방은 천천히 움직이는 대량의 공기를 제공하여 집안의 온도를 조절하는 데 도움이 되며 종종 보관용으로 사용된다. 건물의 낮은 층에서 상승하는 뜨거운 공기는 다락방에 머무르는 경우가 많아 열악한 환경이라는 평판을 더욱 악화시킨다. 그러나 최근에는 난방 비용을 줄이기 위해 다락방을 단열 처리했다. 평균적으로 단열되지 않은 다락방은 일반 주택의 총 에너지 손실의 15%를 차지하기 때문이다.
로프트 또는 메자닌은 건물의 가장 높은 공간이기도 하지만 다락방은 일반적으로 건물의 전체 바닥을 구성하는 반면 로프트 또는 메자닌은 몇 개의 방만 덮고 하나 이상의 측면이 열려 있다는 점에서 다락방과 구별된다.
다락방은 다양한 모양과 크기로 발견된다. 또한 용도도 다양하다. 주거용 건물에서 다락방은 단열재로 채워진 작고 사용할 수 없는 공간이거나 저장/HVAC 장비가 있는 공간이다. 일부 상업용 건물에는 경사진 지붕 아래에 다락방이 있다. 이러한 다락방은 일반적으로 보관, 기계 바닥 또는 지붕 접근 공간으로 사용된다. 상업용 건물의 일부 다락방에는 건물 벽의 조명 표지판용 전기 회로와 전선이 포함되어 있다.

## 같이 보기
- 지하실
- 펜트하우스